# 6710 Apostel
6710 Apostel este un asteroid din centura principală de asteroizi.

## Descriere
6710 Apostel este un asteroid din centura principală de asteroizi. A fost descoperit pe 3 aprilie 1989 la Observatorul La Silla de Eric Walter Elst. El prezintă o orbită caracterizată de o semiaxă mare de 2,80 ua, o excentricitate de 0,22 și o înclinație de 6,6° în raport cu ecliptica.